# A Kaptár – Megtorlás

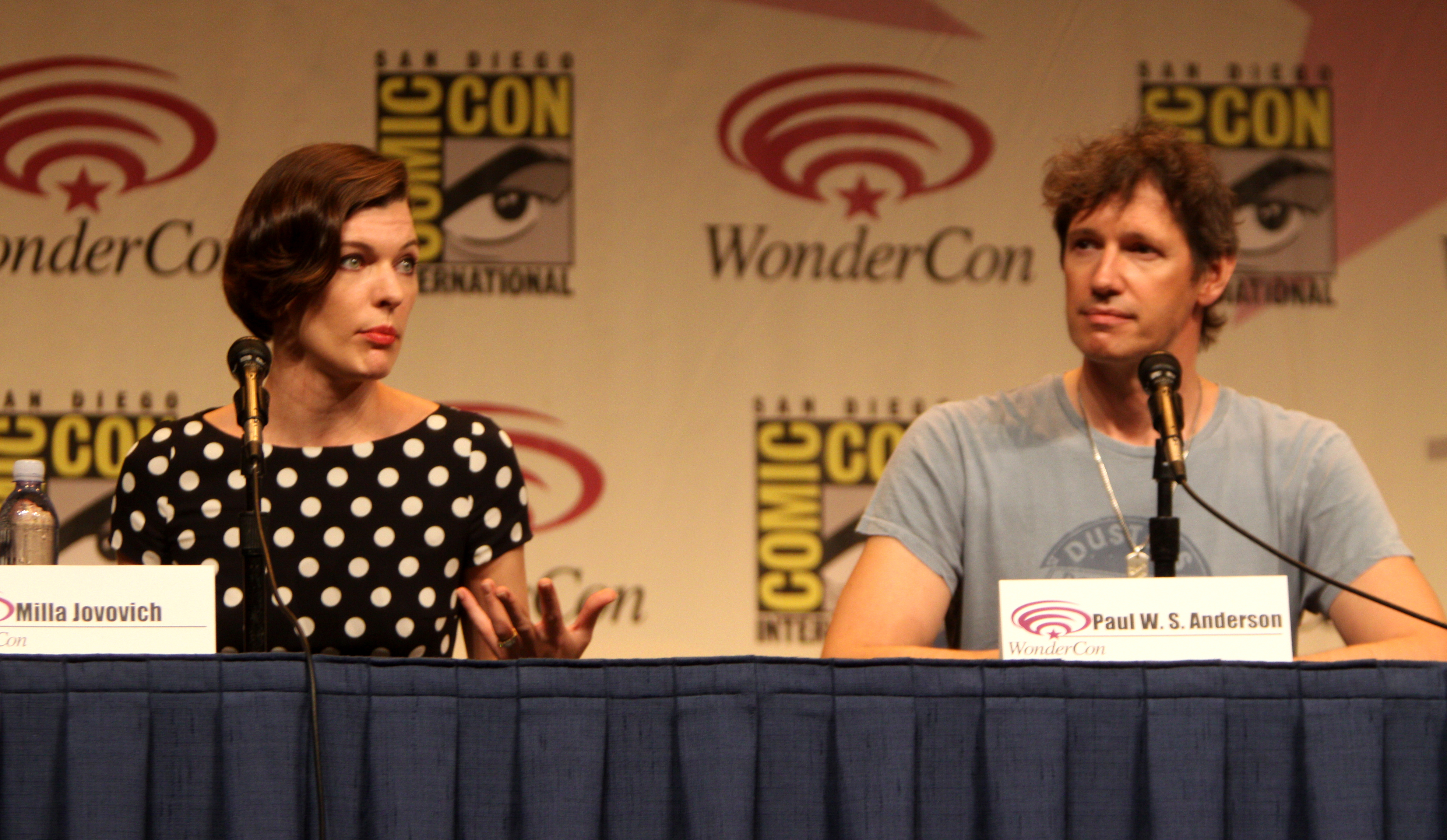
Milla Jovovich és Paul W. S. Anderson a WonderConon (2012)

A Kaptár – Megtorlás (Resident Evil: Retribution) egy 2012-es sci-fi akciófilm, melyet Paul W.S. Anderson írt és rendezett. Ez az ötödik része a Kaptár sorozatnak, amely a Capcom túlélő horror videójáték széria alapján készült el, és a harmadik rendezése és írása Andersonnak.
A filmet 2D, 3D, illetve IMAX 3D-ben mutatták be, amely bevételi szempontból sikeresen zárult, világszerte a bruttósított bevétele több mint 240 millió amerikai dollár. A filmkritikusok dicsérték a film történetét, a színészi alakítást, a 3D-s konvertációt, a vizuális effekteket és a harci koreográfiákat is. A film 2012. december 21-én jelent meg DVD-n és BluRay-en. A forgatás 2011 októberétől decemberig zajlott, majd 2012. szeptember 14-én mutatták be világszerte.

## Történet
|  | Alább a cselekmény részletei következnek! |

A Védernyő Vállalat kutató-laboratóriumából származó T-vírus mérhetetlenül elterjedt a világon, amely a Föld lakosságának nagy részét zombivá változtatta. Amikor Alice, (Jovovich) a kísérletezésnek jól ismert alanya magához tért, a saját házában találta magát. A lányával, Beckyvel és a férjével reggeliztek, amikor váratlanul zombik törtek rájuk. Később egy másik szimulációba került, ahol ismét élet-halál harcot kellett folytatnia a vérengző fenevadakkal. Ezután pár percre a számítógépes biztonsági rendszer leállt, és Alice találkozott Ada Wonggal a föld alatti létesítmény központi vezérlőjében. A lány Albert Weskernek dolgozott, akinek a hologramja elmondta, hogy egy tenger alatti kísérleti laboratóriumban vannak, de segít nekik a szökésben, egy ötfős csapatot küldött a kimentésükre. Miután Alice rájött, hogy egy titkos orosz műveleti bázison tartják fogva, menekülni kezdett a digitális rezervátumból, és közben sikerült megfejtenie a múltjához kapcsolódó sötét titkokat.
Hamarosan összetalálkozott néhány régi szövetségessel, de új baráttal is. Ám a létesítmény virtuális irányítója, a Vörös királynő magához térve minden eszközzel (és szörnnyel) védte az objektumot. Éppen ezért végül Jill Valentine-t és embereit küldte a menekülők után, hogy megakadályozza a szökésüket.
|  | Itt a vége a cselekmény részletezésének! |

## Szereplők
- Milla Jovovich – Alice (magyar hangja: Détár Enikő)
- Sienna Guillory – Jill Valentine (magyar hangja: Bertalan Ágnes)
- Michelle Rodriguez – Rain Ocampo (magyar hangja: Murányi Tünde)
- Aryana Engineer – Becky (magyar hangja: Károlyi Lili)
- Johann Urb – Leon S. Kennedy (magyar hangja: Makranczi Zalán)
- Kevin Durand – Barry Burton (magyar hangja: Sarádi Zsolt)
- Li Bingbing – Ada Wong (magyar hangja: Földes Eszter)
- Ódéd Fehr – Carlos Olivera (magyar hangja: Dolmány Attila)
- Boris Kodjoe – Luther West (magyar hangja: Kálid Artúr)
- Colin Salmon – James "One" Shade (magyar hangja: Galambos Péter)
- Shawn Roberts – Albert Wesker (magyar hangja: Dévai Balázs)
- Mika Nakashima – J-Pop lány (magyar hangja: Törtei Tünde)
- Megan Charpentier és Ave Merson-O'Brian – Vörös királynő (hang) (magyar hangja: Koller Virág)